# Публий Квинкций
Публий Квинкций (на латински: Publius Quinctius) е римлянин от началото на 1 век пр.н.е.
През 81 пр.н.е. преторът Гней Корнелий Долабела осъжда неправилно Публий Квинкций.
Цицерон пише за него първата си реч Pro Quinctio.